# Trung Minh (xã)
Trung Minh là một xã thuộc huyện Yên Sơn, tỉnh Tuyên Quang, Việt Nam.
Xã có diện tích 65,09 km², dân số năm 1999 là 1871 người, mật độ dân số đạt 29 người/km².